# 赤岩寺

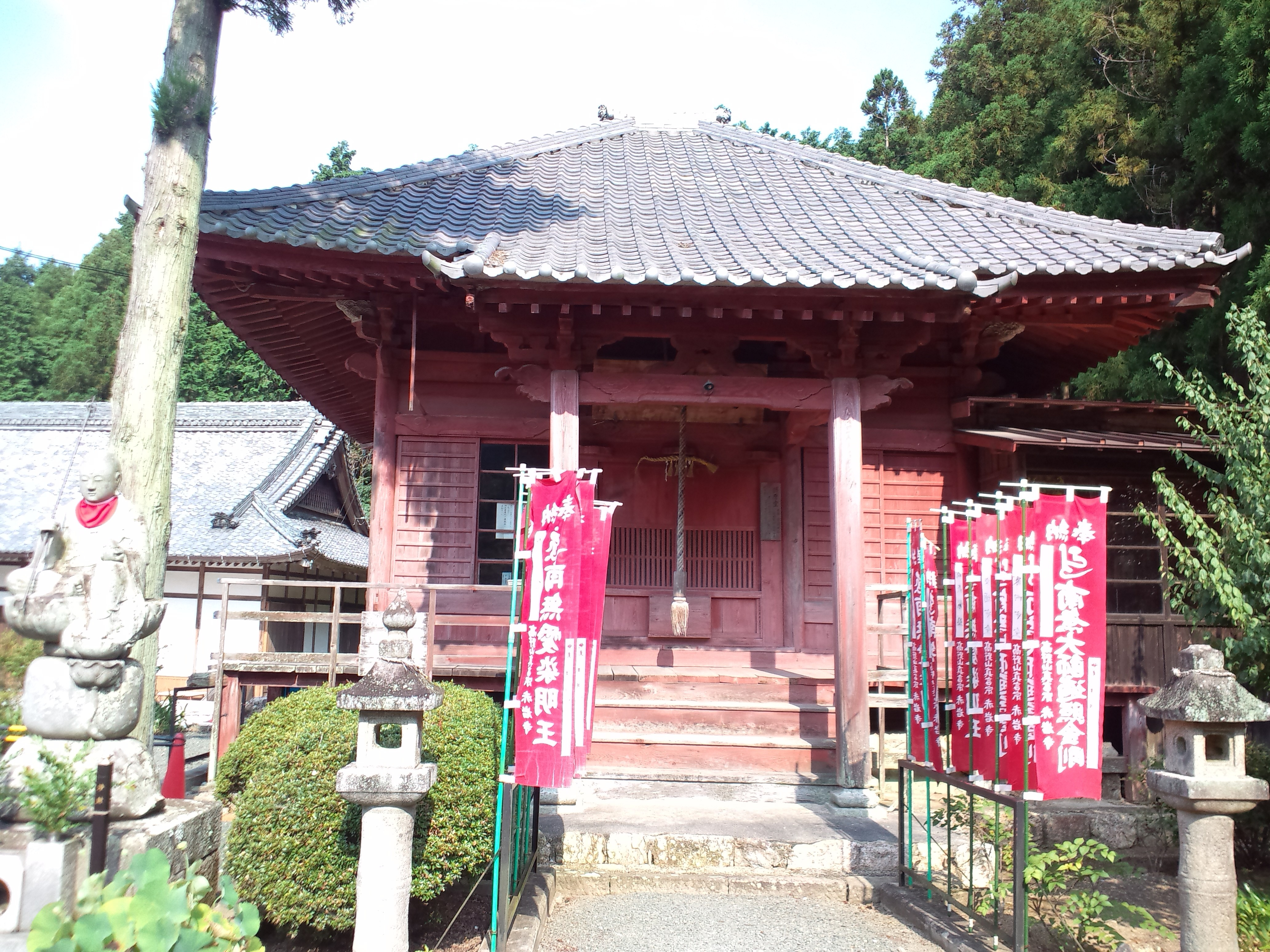
愛染明王堂

赤岩寺（せきがんじ）は、愛知県豊橋市にある高野山真言宗の寺院。山号は赤岩山。本尊は聖観音。国の重要文化財の木造愛染明王坐像があることで知られる。

## 歴史
寺伝によれば、この寺は聖武天皇の勅願により行基が神亀3年（726年）に創建、赤岩山法言寺と称したが、天安元年（857年）空海（弘法大師）の十大弟子の一人杲隣上人が中興し、真言宗にあらためたという。
その後の歴史は必ずしも明らかでないが、鎌倉時代初期、三河守護職安達盛長が源頼朝の命で建立したとされる三河七御堂の一つに赤岩山法言寺弥陀堂が挙げられている。

## 文化財

### 重要文化財（国指定）

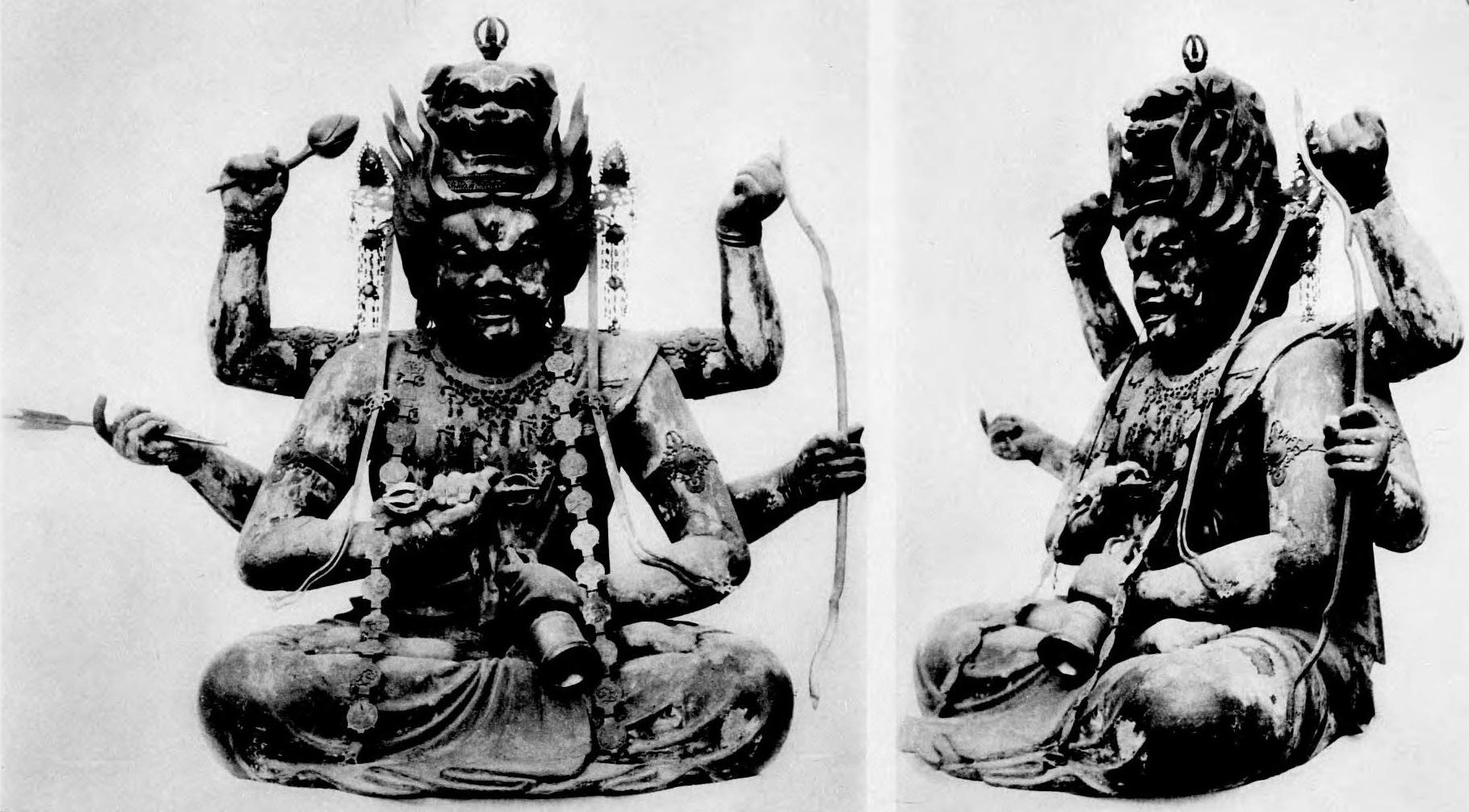
木造愛染明王坐像（重要文化財）

- 木造愛染明王坐像

鎌倉時代の作。一面三目六臂で、口を開けた獅子冠を戴く通形の愛染明王である。昭和7年の修理の際、獅子冠内から愛染明王小像104躯、愛染明王名号などが発見された。13世紀後半の東海地方を代表する像の一つである。

### 豊橋市指定文化財
- 木造聖観音像立像
- 阿弥陀三尊種子一幅

## 所在地
- 愛知県豊橋市多米町字赤岩山4

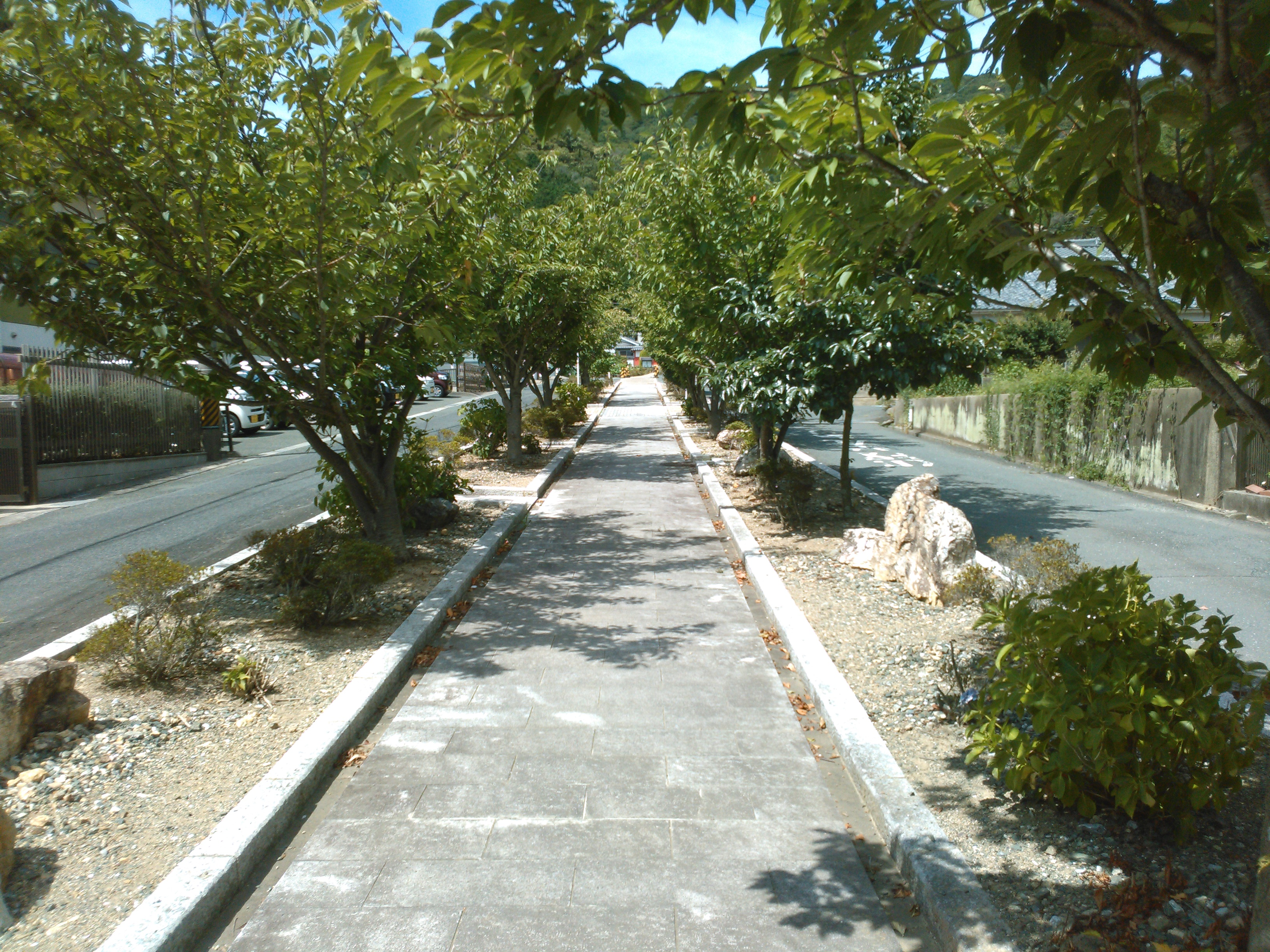
参道
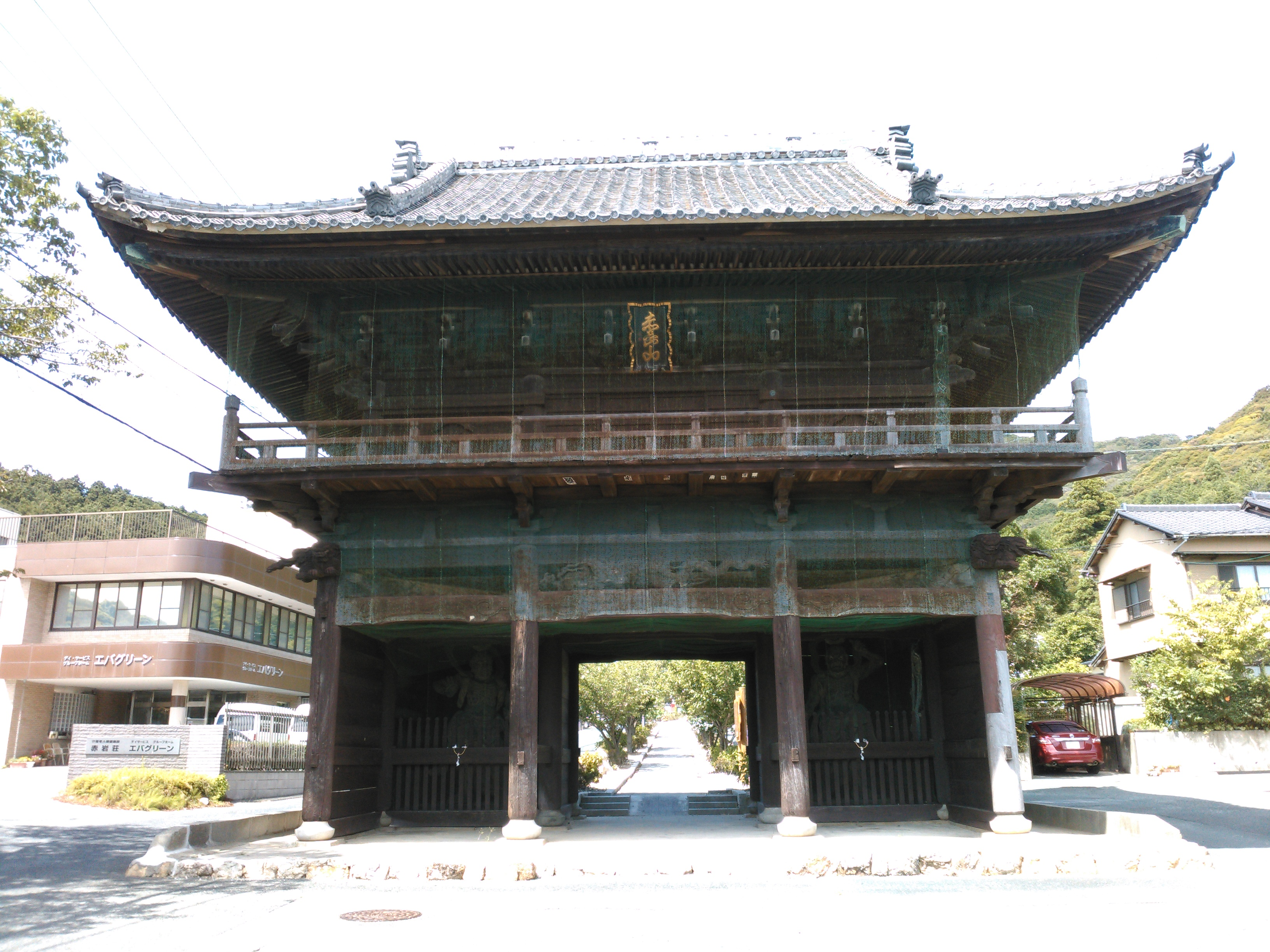
山門
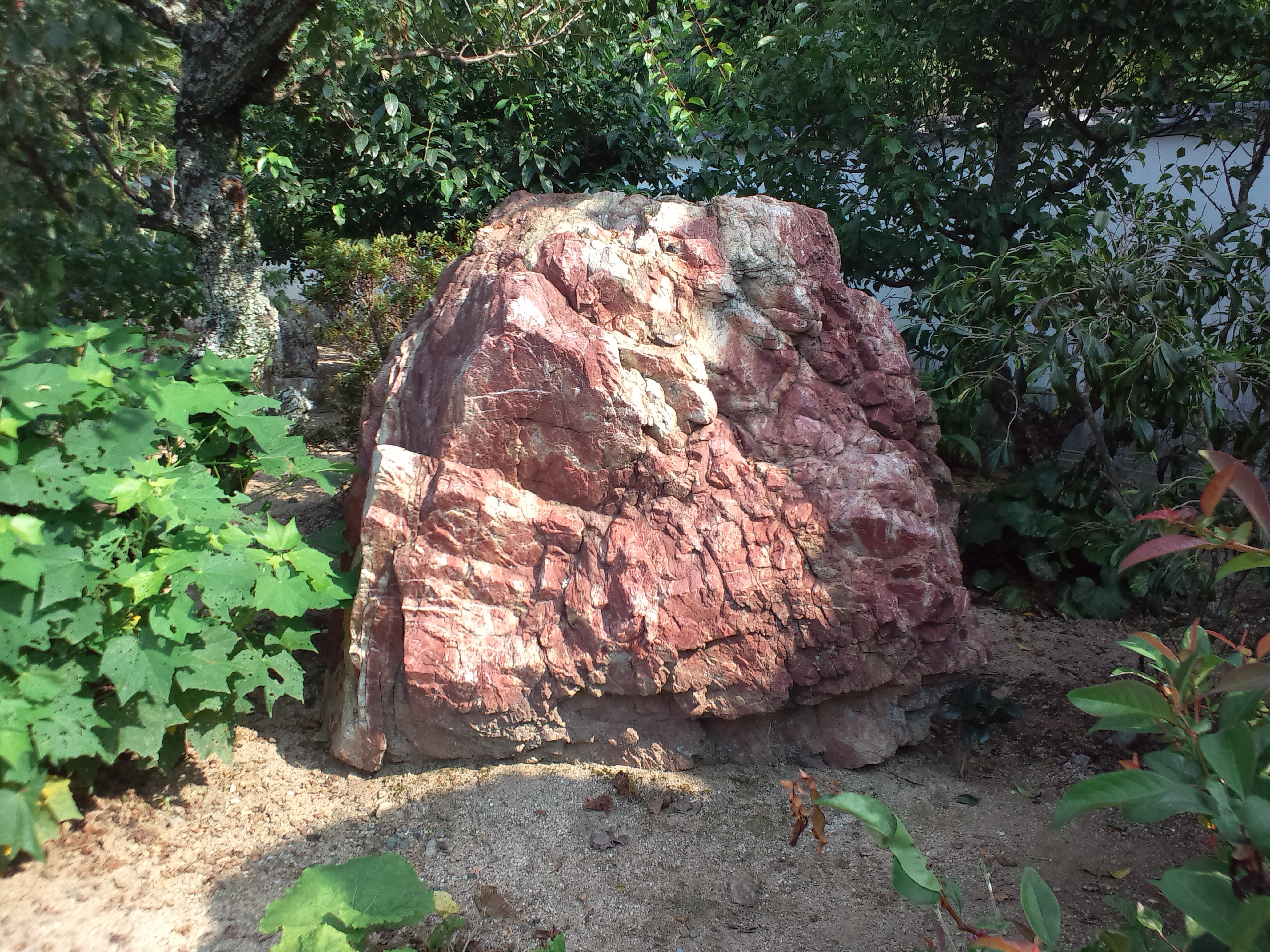
赤岩
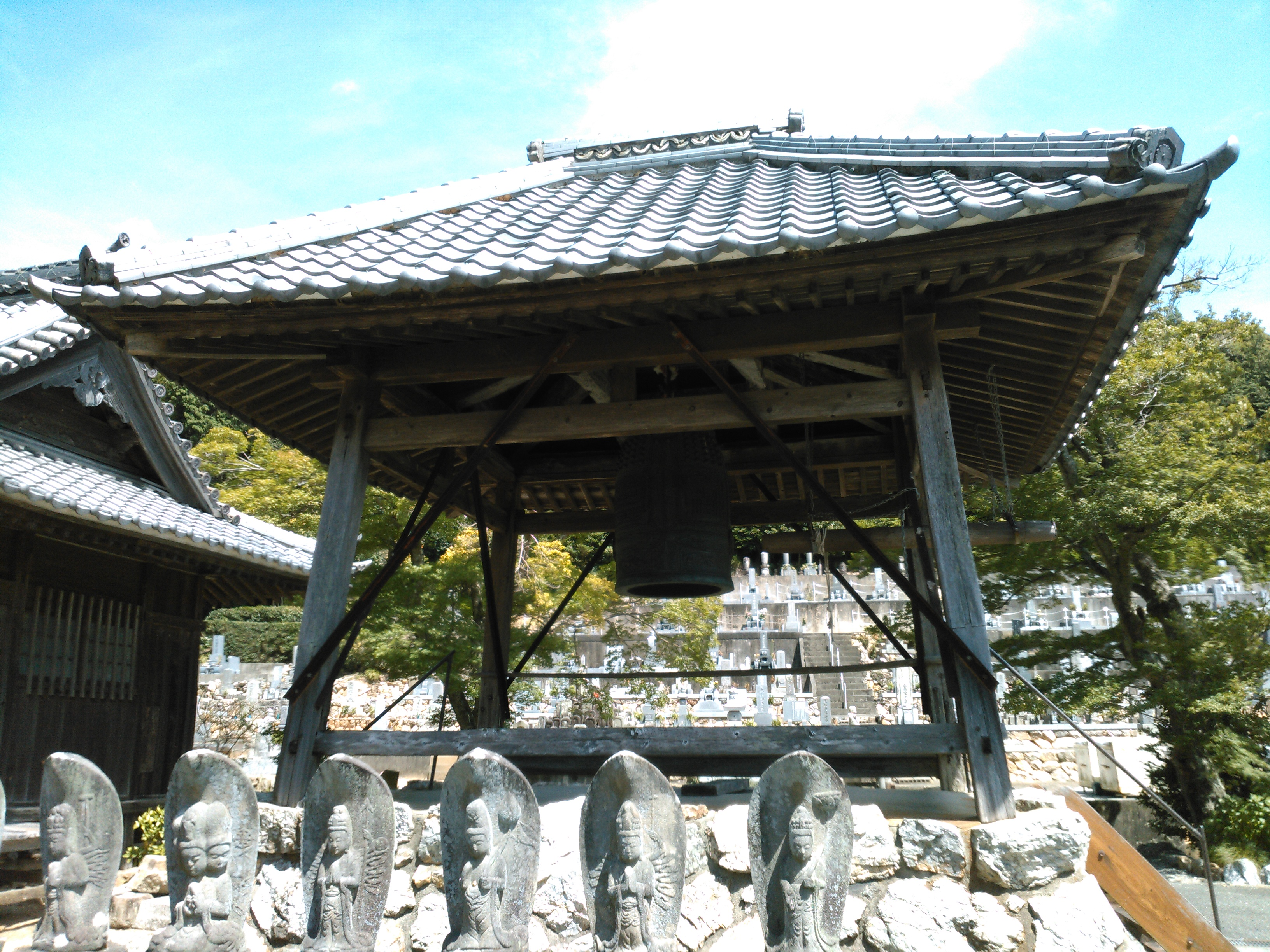
鐘楼
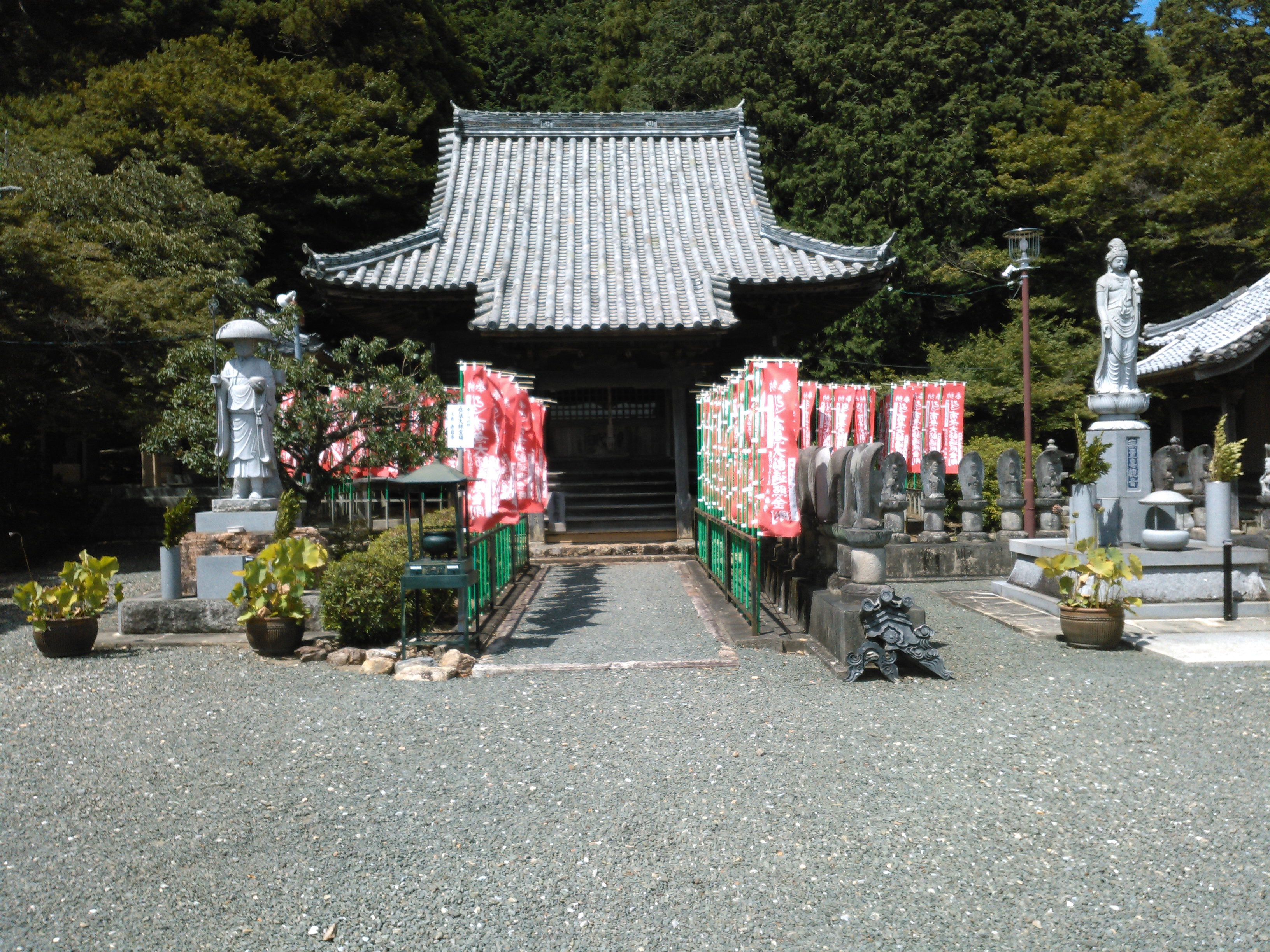
本堂
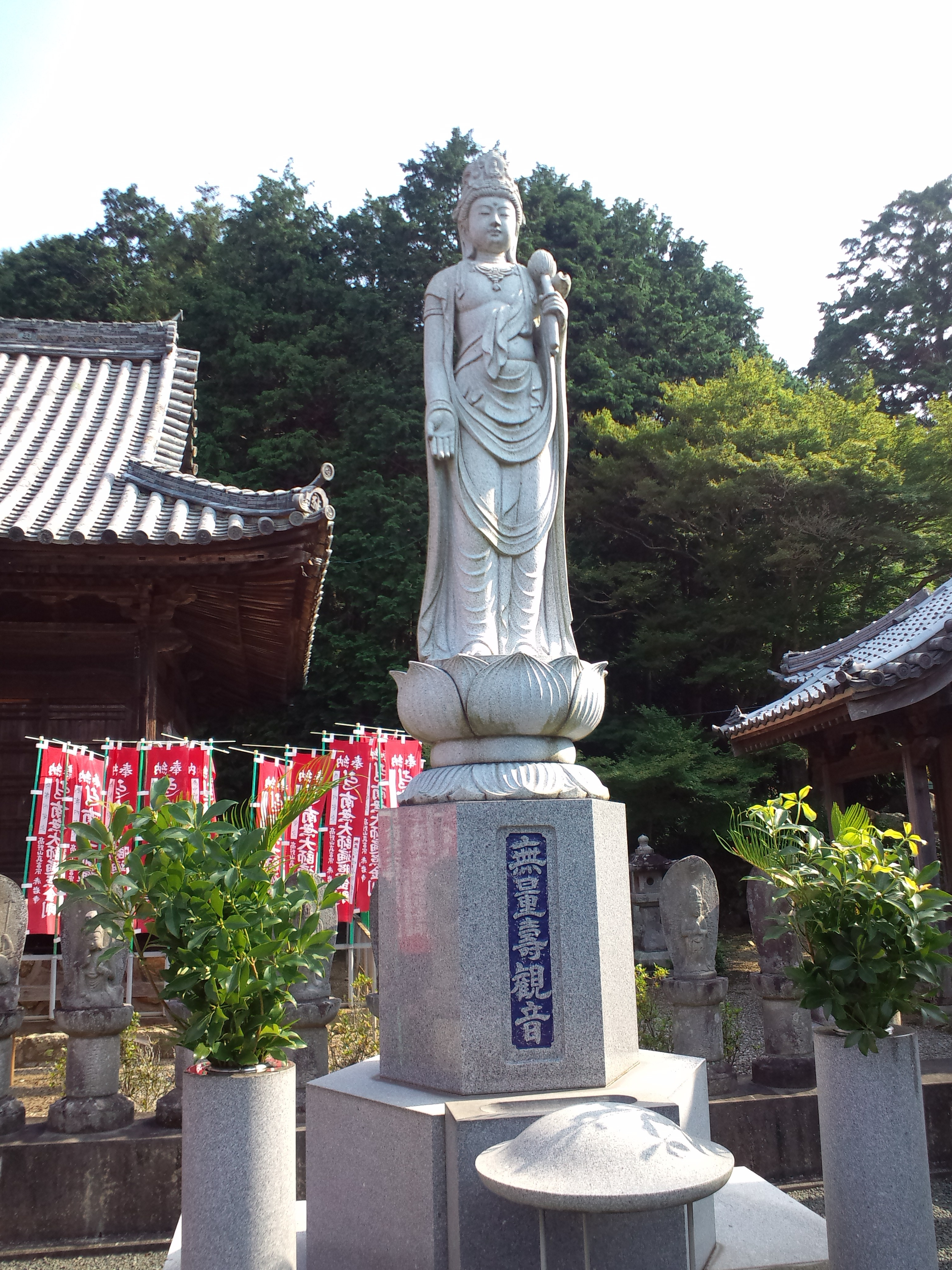
観音像